# 능선

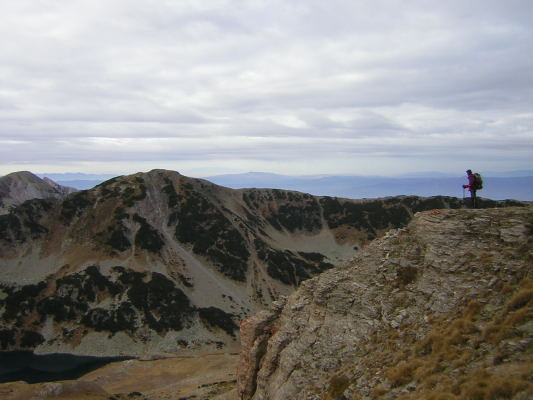

능선(稜線, ridge)은 산이나 언덕의 꼭대기가 일정 간격을 두고 연결되어 연속적으로 솟아오른 지형을 말한다. 등산 코스로 흔히 사용된다.
산의 등줄기를 뜻하는 말로, 1997년 한국어 순화어로 산등성이(산등성)를 쓰도록 되어있다.

## 문화재
- 용아장성 (대한민국의 명승 제102호)
- 설악산 공룡능선 (대한민국의 명승 제103호)

## 같이 보기
- 구조적 융기